# Communauté de communes du Périgord Nontronnais (ancienne)
Cet article concerne l'intercommunalité active de 2002 à 2013. Pour celle active à partir de 2017, voir Communauté de communes du Périgord Nontronnais (nouvelle).
La communauté de communes du Périgord Nontronnais est une ancienne communauté de communes française située dans le département de la Dordogne, en région Aquitaine.

## Historique
La communauté de communes du Périgord Nontronnais a été créée le 2 octobre 2002 pour une prise d'effet immédiate.
Par arrêté no 12 1325 du 6 décembre 2012, un projet de fusion est envisagé entre la communauté de communes du Périgord Nontronnais et celle du Périgord vert. La nouvelle entité, créée par l'arrêté préfectoral no 2013147-010 du 27 mai 2013, lui-même complété par l'arrêté no 2013282-0001 du 9 octobre 2013, porte le nom de communauté de communes du Périgord vert nontronnais et prend effet le 1er janvier 2014.

## Composition
Élaborée à partir de douze communes parmi les quinze que comptait le canton de Nontron (en étaient absentes Augignac, Saint-Estèphe et Teyjat), la communauté de communes du Périgord Nontronnais regroupait les communes suivantes :
1. Abjat-sur-Bandiat
2. Le Bourdeix
3. Connezac
4. Hautefaye
5. Javerlhac-et-la-Chapelle-Saint-Robert
6. Lussas-et-Nontronneau
7. Nontron
8. Saint-Front-sur-Nizonne
9. Saint-Martial-de-Valette
10. Saint-Martin-le-Pin
11. Savignac-de-Nontron
12. Sceau-Saint-Angel

## Politique et administration
| Période      | Période       | Identité    | Étiquette | Qualité          |
| ------------ | ------------- | ----------- | --------- | ---------------- |
| octobre 2002 | décembre 2013 | Pierre Giry | UMP       | Maire de Nontron |

## Compétences
- Activités culturelles ou socioculturelles
- Cadre de vie
- Collecte et traitement des déchets
- Développement économique
- Équipements ou établissements culturels, socioculturels, socioéducatifs ou sportifs
- Plans locaux d'urbanisme
- Zones d'activités industrielle, commerciale, tertiaire, artisanale ou touristique
- Zones d'aménagement concerté (ZAC)

### Sources
- Le SPLAF (Site sur la Population et les Limites Administratives de la France)
- La base ASPIC de la Dordogne - (Accès des Services Publics aux Informations sur les Collectivités)